# Bradyidius arnoldi
Bradyidius arnoldi är en kräftdjursart som beskrevs av Fleminger 1957. Bradyidius arnoldi ingår i släktet Bradyidius och familjen Aetideidae. Inga underarter finns listade i Catalogue of Life.